# Нільс Густав Дален
Нільс Густав Дален (швед. Nils Gustaf Dalén; 30 листопада 1869, Стенсторп, Швеція — 9 грудня 1937, Лідінге, Швеція) — шведський винахідник, засновник компанії AGA, лауреат Нобелівської премії з фізики в 1912 р. «За винахід автоматичних регуляторів, які використовують у сполученні з газовими акумуляторами для джерел світла на маяках і буях».
Дален здобув ступінь магістра та доктора в Чалмерськом технологічному університеті. Найвідомішим винаходом Далена є сонячний клапан. У 1912 р. Дален осліпнув у результаті вибуху газу. У тому ж році йому присудили Нобелівську премію з фізики. Це породило чутки про те, що премія частково була вручена зі співчуття.
Незважаючи на сліпоту, Дален залишався на чолі своєї компанії AGA до 1937 року.
Нагородження Нобелівською премією Далена інколи ставилося під сумнів, але насправді воно відповідає загальним умовам заповіту Альфреда Нобеля. Дален проводив дослідження з хімії ацетилену з метою здобуття дуже яскравого світла, розробив методи безпечного зберігання газу і, крім того, сконструював спеціальний клапан, здатний включати маяки ввечері та вимикати їх вранці. Це дозволило економити великі кошти на обслуговування маяків, особливо на протяжному морському узбережжі Швеції.

## Життєпис

### Ранні роки
Дален народився в Стенсторпі, невеликому селі в муніципалітеті Фолкьопінг, повіт Вестра-Йоталанд. Він керував сімейним господарством, яке розширив на ринковий сад, насінників та молочницю. 1892 року він винайшов випробувач молочного жиру, щоб перевіряти якість поставленого молока, і поїхав до Стокгольма, щоб показати свій новий винахід Густафу де Лавалю. де Лаваль був вражений самоучкою Даленом та винаходом і радив йому отримати базову технічну освіту. Він був прийнятий до технологічного університету Чалмерса, де здобув ступінь магістра та докторський ступінь після від'їзду в 1896 році. Дален був таким же винахідником, як і Густаф де Лаваль, не боявся випробувати «неможливі» ідеї, але Дален був набагато обережнішим з економікою компанії. Продукція повинна мати міцне місце на ринку, перш ніж він представив би новий продукт.

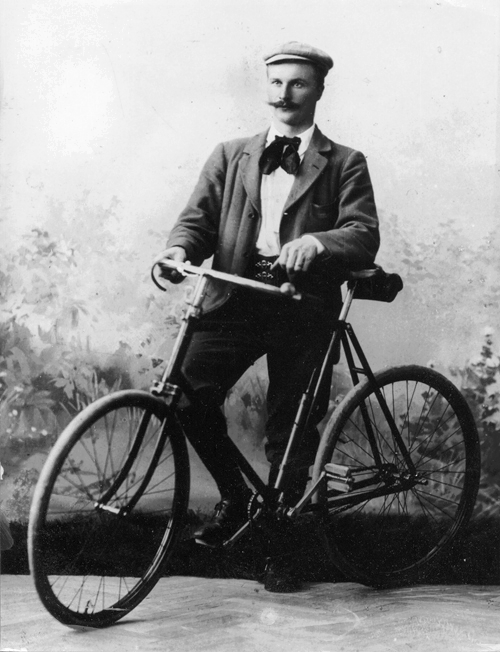
Молодий Дален у фотостудії 1895 р.

### Кар'єра з АГА
У 1906 році Дален став головним інженером компанії «Акумулятор газу» (виробник і розповсюджувач ацетилену), а в 1909 р., Коли було засновано AGA, його призначили керуючим директором компанії. Протягом свого життя AGA була однією з найінноваційніших компаній Швеції і виробляла найрізноманітніші продукти, кількість котрих росла з кожним роком. На початку 1970-х років AGA була змушена скоротити кількість ринків, в яких вона була залучена, і сконцентруватися на виробництві газів для промислового використання.
У 1909 р. Він очолив посаду виконавчого директора перейменованої компанії Svenska Aktiebolaget Gasacumulator (AGA). Компанія AGA розробляла маяки з використанням продуктів Далена. 1910 року компанія купила велику нерухомість у Лідинге і почала розбудова виробничого заводу, побудова якого була завершена близько 1912 року, коли вони виїхали зі споруд у Стокгольмі.

### Світло Далена
Спочатку Дален працював з ацетиленом (IUPAC: етин), горючим і іноді вибухонебезпечним вуглеводневим газом. Дален винайшов Агамассан (Ага), субстрат, який використовують для поглинання газу, що забезпечує його безпечне зберігання і, отже, комерційну експлуатацію.
Ацетилен випускав ультраяскраве біле світло, що витіснив менш яскравий LPG як паливо для освітлення маяка.
Дален експлуатував нове паливо, розробляючи «світло Далена», який включав інший винахід, сонячний клапан. Цей прилад дозволяв світлу працювати лише вночі, заощаджуючи паливо та продовжуючи термін їх служби до року.
«Ліхтар Далена» був пристроєм, який, за винятком невеликого пілотного світла, споживав газ лише під час спалаху. Це зменшило споживання газу більш ніж на 90 %. Обладнання маяка AGA працювало без будь-якого типу електропостачання і, таким чином, було надзвичайно надійним.
Для такого горбатого прибережного району, як Скандинавія, його вироби, надійні, мінімальні експлуатаційно, були важливим благом для безпеки та засобів до існування. Маяки AGA охопили весь Панамський канал.

### Плита AGA

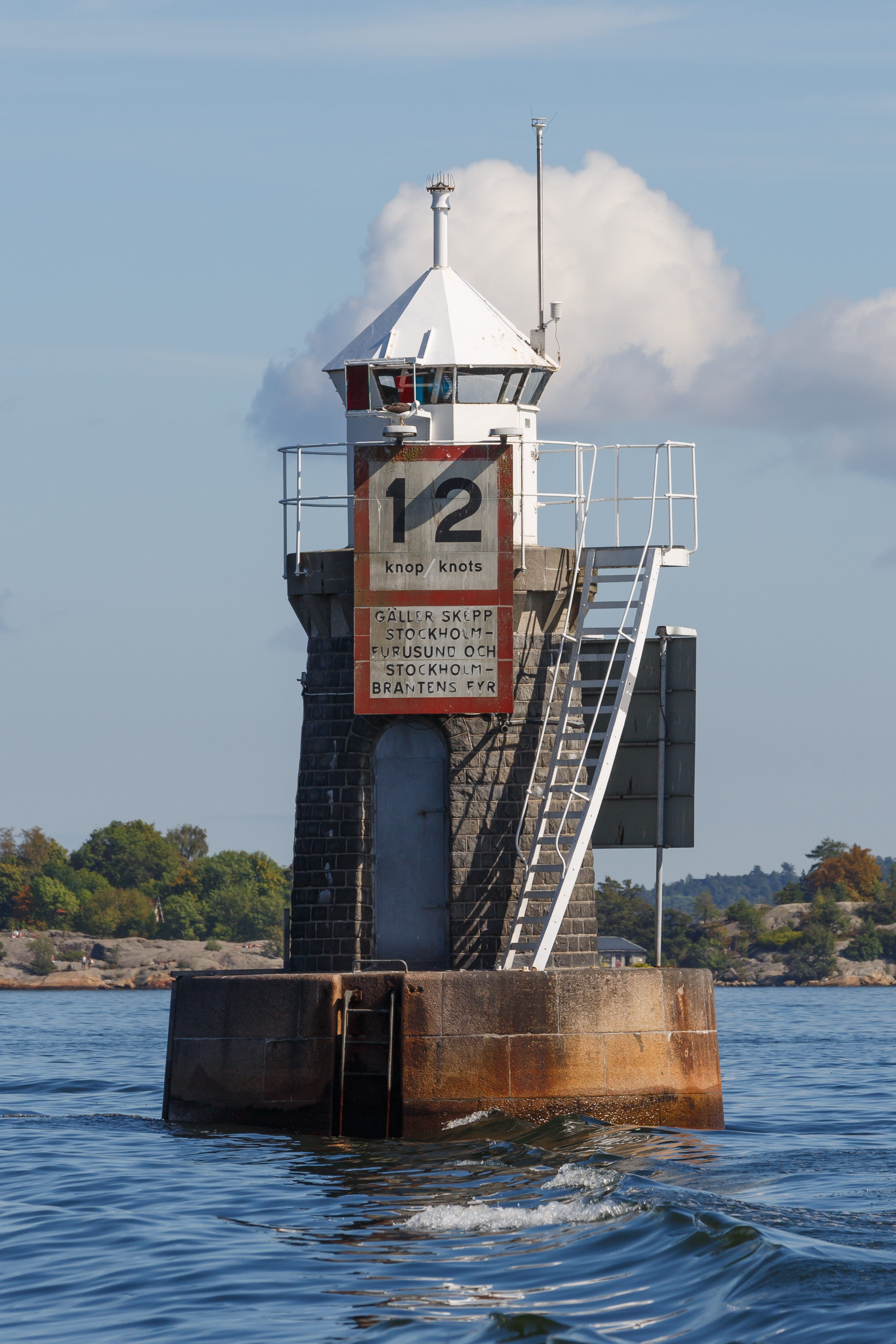
Маяк AGA «Блокхусден» поблизу Стокгольма, спочатку встановлений у 1912 році. Коли було споруджено всю електрику в 1980 році, було встановлено, що сонячний клапан працює з 1912 року безперервно без необхідності капітального ремонту.

У 1922 р. Він запатентував винахід плити AGA. Більшість її випробувань було зроблено на його приватній кухні у його Віллі Екбаген, яка була побудована, коли AGA переїхала до Лідинго в 1912 році. Єдиний ньюанс, що у нього ніколи не з'явилося нагоди побачити її на власні очі. За безлічі оповідань, його діти допомагали йому, сліпому через аварію в 1912, в роботі над розробкою плити, перевіряючи температуру, повітряний потік і т. д., як тривали роботи.

### Особисте життя
Його батьками були Андерс і Ловіса Дален. Він одружився з Елмі Перссон у 1901 році. У них було четверо дітей, дві дочки та два сини:
- Майя, одружена Сільфверстольпе (1904—1995)
- Гуннар (1905—1970)
- Андерс (1907—1994)
- Інга-Ліза (1910—2006)

### Аварія в 1912 році
На початку 1912 року Дален був засліплений вибухом ацетилену під час випробування максимального тиску для акумуляторів. Пізніше, того ж року, він був нагороджений Нобелівською премією з фізики «За винаходи автономних регуляторів, які в поєднанні з газовими акумуляторами можна використовувати для запалювання маяків і буїв». Занадто хворий для презентації, Далена замів його брата, офтальмолога та професора Альбіна Далена з Інституту Керолайн, замінити його.
Виступ у презентації зобразив жертву особистої безпеки на честь науки, що послугувало компліментом, який порівнював Далена з самим Нобелем. Незважаючи на сліпоту, Дален контролював АГА до своєї смерті в 1937 році. Він отримав понад 100 патентів за життя.